# جنگل‌داری پوشش پیوسته

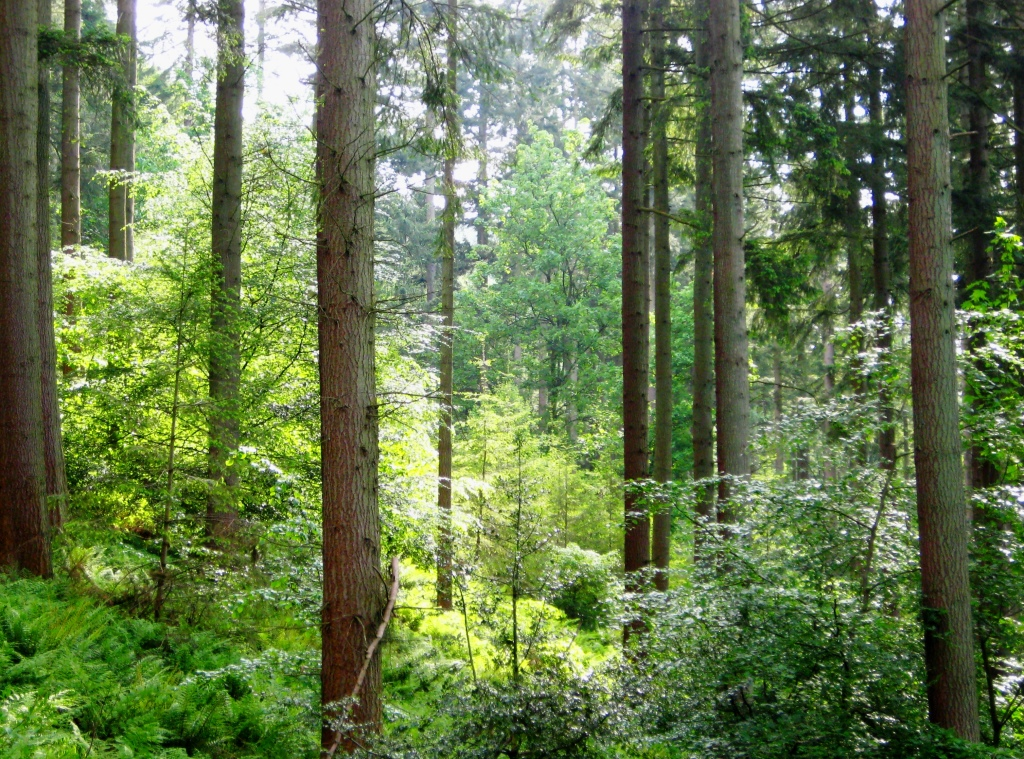
توده ۸۵ ساله از صنوبر داگلاس در حال تبدیل شدن به یک جنگل پوششی پیوسته

جنگل‌داری پوشش پیوسته (به انگلیسی: Continuous cover forestry)، رویکردی برای مدیریت پایدار جنگل‌ها است که به سبب آن توده‌های جنگلی در یک ساختار همیشگی نامنظم نگهداری می‌شوند. این کار از طریق انتخاب و برداشت درختان منفرد ایجاد و حفظ می‌شود. اصطلاح «جنگل‌داری پوشش پیوسته» دقیقاً معادل یک سیستم جنگل‌ورزی خاص نیست، بلکه توسط سیستم‌های گزینشی مشخص می‌شود. به عنوان مثال، پرچین با استانداردها و برداشت قطر هدف راینیگر نیز جنگل‌داری پوششی پیوسته‌است. توده‌های جنگلی موجود ممکن است نیاز به مداخله جنگلی متفاوتی برای دست‌یابی به یک ساختار نامنظم تولیدی مداوم داشته باشند.